# دادگاه انقلابی

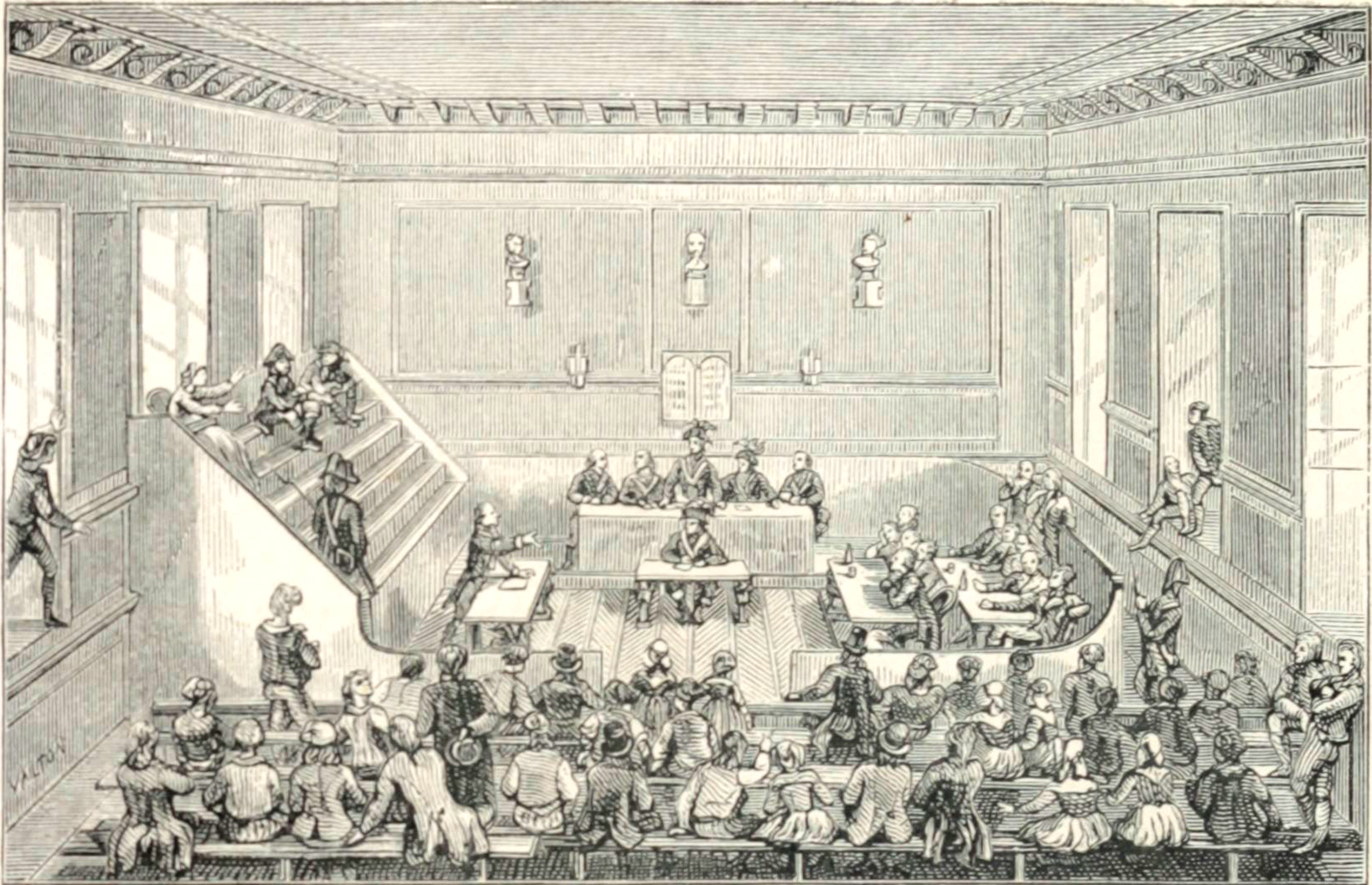
یک دادگاه انقلابی عوام فریبانه مربوط به سال ۱۷۹۳ میلادی فرانسه

دادگاه انقلابی (فرانسوی: Tribunal révolutionnaire‎) عنوان دادگاه‌هایی است در فرانسه که به واسطه یک شبه‌کودتا توسط کنواسیون ملی و در طول دوران انقلاب فرانسه برای محاکمه مجرمان سیاسی برگزار می‌شد که در نهایت به یکی از محرک‌های قدرتمند دوران ترور تبدیل شد.
با پخش خبرهای شکست نظامی فرانسه در هلند اتریش و افزایش اعتراضات مردمی در پاریس، جنبش‌هایی مردمی در ۹ و ۱۰ مارس ۱۷۹۳ شکل گرفت. در ۱۰ مارس به پیشنهاد دانتون مقرر شد که کنوانسیون؛ دادگاه‌هایی جنایی و فوق‌العاده را برای بررسی موضوع تشکیل دهد که در ۲۰ اکتبر ۱۷۹۳ و با یک فرمان رسمی عنوان آن به دادگاه انقلاب تغییر یافت.